# Gastrimargus ochraceus
Gastrimargus ochraceus är en insektsart som beskrevs av Sjöstedt 1928. Gastrimargus ochraceus ingår i släktet Gastrimargus och familjen gräshoppor. Inga underarter finns listade i Catalogue of Life.